# Long Distance Flight (álbum)
Long Distance Flight es el segundo álbum del músico F. R. David. Publicado en 1984 en Alemania, dos años después de Words, disco con el que alcanzara fama mundial, este trabajo incluye éxitos como This Time I Have To Win, Girl (you are my song), Long Distance Flight y Stay, además de la canción Liberty, basada en una obra de Borodin.

## Lista de canciones
LADO A:

1."This Time I Have To Win" - 3:14

2."Girl (you are my song)" - 3:43

3."Dream Away" - 3:44

4."Liberty" - 3:32

5."Long Distance Flight" - 3:28

LADO B:

1."Stay" - 3:24

2."Feedback Delay" - 3:56

3."Is It Magic?" - 4:00

4."Good Times" - 3:12

5."All I've Got" - 2:56